# 拉希德·蘇萊蒙
拉希德·韋斯利·蘇萊蒙（1994年3月9日—）為美國男子籃球運動員，出生於德克薩斯州休斯頓，其父親來自奈及利亞，母親出生於牙買加。2011年2月，就讀高中四年級的蘇萊蒙承諾就讀杜克大学，2012-13菜鳥球季繳出場均11.6分、3.4籃板的表現，大二以及大三的表現分別下滑成場均9.9分、2.4籃板以及7.5分和、2.0籃板。2015年1月蘇萊蒙被踢出校隊，為迈克·沙舍夫斯基執教球隊以來首位被開除的球員。2015年3月杜克大学學生報《The Chronicle》報導稱蘇萊蒙在被踢出校隊以前面臨了性侵相關指控。2015年4月蘇萊蒙向《ESPN》否認性侵相關指控，並表示離開校隊也與該指控無關。2015年5月蘇萊蒙承諾從杜克大学拿到社會學學位以後加入馬里蘭大學。蘇萊蒙效力馬里蘭大學期間場均可挹注11.3分、3.5助攻、3.5籃板。蘇萊蒙在2016年NBA选秀中未獲得任何球隊的青睞，同年NBA夏季联赛代表芝加哥公牛出賽。
2023年7月蘇萊蒙加入全国男子篮球联赛香港金牛。2023年8月蘇萊蒙加盟維爾紐斯狼。2024年6月亞得里亞海聯賽布杜克諾斯特宣布蘇萊蒙加盟球隊。

## 外部連結
- 拉希德·蘇萊蒙在fiba.basketball（英语）
- 拉希德·蘇萊蒙在archive.fiba.com（archived）（英语）
- 拉希德·蘇萊蒙在NBA G聯盟（英语）
- 拉希德·蘇萊蒙在歐洲籃球聯賽（英语）
- 拉希德·蘇萊蒙在亞得里亞海聯賽（英语）
- 拉希德·蘇萊蒙在西班牙篮球甲级联赛（球員）（西班牙语）
- 拉希德·蘇萊蒙在土耳其籃球超級聯賽（英语）
- 拉希德·蘇萊蒙在Basketball-Reference.com（NBA）（英语）
- 拉希德·蘇萊蒙在Basketball-Reference.com（NBA G聯盟）（英语）
- 拉希德·蘇萊蒙在Basketball-Reference.com（國際）（英语）
- 拉希德·蘇萊蒙在Sports-Reference.com（NCAA）（英语）
- 拉希德·蘇萊蒙在Eurobasket.com（球員）（英语）
- 拉希德·蘇萊蒙在RealGM（英语）
- 拉希德·蘇萊蒙在Proballers（英语）